# Орфагор
Орфагор (VII век до н. э.) — древнегреческий политический деятель, тиран Сикиона, основатель династии Орфагоридов.

## Биография
Об Орфагоре известно немногое. Это был гражданин Сикиона, по-видимому, не принадлежавший к знати, командовавший в войне с соседним полисом Пеллена и использовавший поддержку воинов, чтобы захватить власть в родном городе. Г. Берве датирует его переворот 655 годом до н. э., Ф. Шахермайр — 630/620 годом до н. э. После смерти Орфагора тираном стал Мирон — предположительно его брат, женивший на его дочери своего сына Аристонима. В этом браке родились Мирон, Исодам и Клисфен Старший.